# Federica Montseny

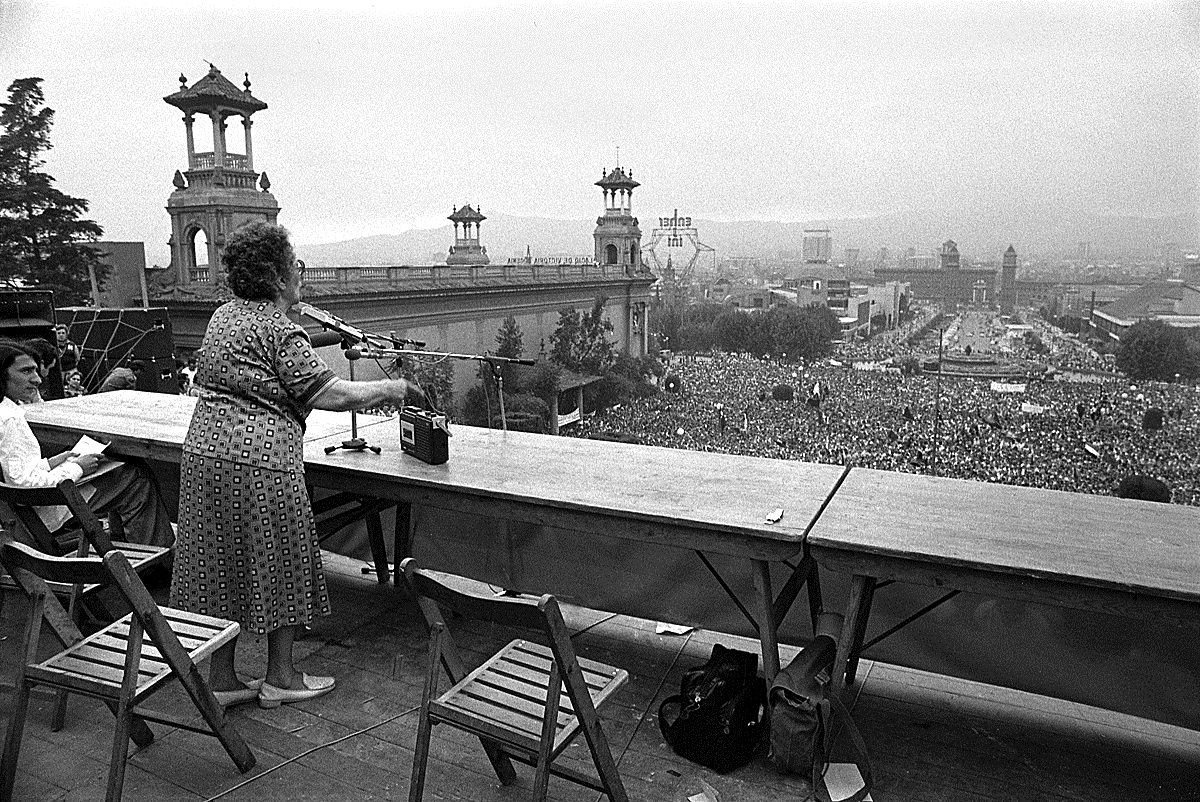

Federica Montseny (ur. 12 lutego 1905, zm. 14 stycznia 1994) – anarchistka i feministka hiszpańska, pierwsza kobieta-minister w Europie Zachodniej - została ministrem zdrowia i opieki społecznej w rządzie Largo Caballero z 1936 roku. Była dzieckiem „starej, anarchistycznej rodziny”, jej matka – Soledad Gustavo (właśc. Teresa Mañé) – była pisarką i aktywistką anarchistyczną, podobnie, jak jej ojciec – Juan Monseny (Federico Urales). Jako młoda dziewczyna wstąpiła do CNT, przez lata działała jako aktywistka i wykładowczyni ruchu wolnościowego, również po wygranej Franco starała się odbudowywać ruch wolnościowy z emigracji (Francja). Wydawała czasopisma anarchistyczne “La Novela Ideal” i “La Novela Libre”.
Działała na rzecz udostępnienia opieki zdrowotnej warstwom najuboższym, wspierała zdecentralizowaną sieć opieki zdrowotnej, a nie klasyczną wersję udostępniania opieki publicznej. Jej decyzja, by wstąpić do rządu, wzbudziła wiele polemik, dyskutowała z nią między innymi amerykańska anarchistka Emma Goldman, również zaangażowana w rewolucję hiszpańską. Monseny wyemigrowała do Francji po zwycięstwie faszystów, opublikowała wiele książek.